# Tant de temps
Albums de Henri Salvador
Révérence
(2006)
Tant de temps est un album studio posthume d'Henri Salvador, sorti en 2012.

## Liste des chansons
Toutes les chansons sont signées Francis Maggiulli/Michel Modo, sauf mention contraire
1. Ça n'a pas d'importance
2. Tant de temps (avec Céline Dion)
3. Une Île sans elle
4. Mon Amour
5. Une Belle journée
6. Qui es-tu ? (avec Hubert Mounier)
7. Paname à La Havane
8. Mes Petites préférences
9. Ça leur passera (avec Benjamin Biolay)
10. Doucement
11. Syracuse (Henri Salvador - Bernard Dimey)

## Personnel
- Henri Salvador – chant
- Benjamin Biolay - producteur, arrangements, orchestration
- Denis Benarrosh - batterie
- Nicolas Fizman  - guitare